# Orimarga sherpa
Orimarga sherpa är en tvåvingeart som beskrevs av Alexander 1958. Orimarga sherpa ingår i släktet Orimarga och familjen småharkrankar.
Artens utbredningsområde är Nepal. Inga underarter finns listade i Catalogue of Life.